# DEEMO
『DEEMO』（ディーモ）は、台湾のゲーム開発会社Rayarkが開発した音楽ゲーム。2013年にiOS・Android版の配信が開始され、家庭用ゲーム機向けとしてPlayStation Vita版『DEEMO〜ラスト・リサイタル〜』とNintendo Switch版が発売された。また、3Dリメイク作品としてPlayStation 4・Nintendo Switch・Steam向けに『DEEMO -Reborn-』が発売された。

## 概要
Rayarkの音楽ゲームとしては『Cytus』に続く2作目で、本作はピアノをモチーフにしている。ピアノ楽曲を中心にさまざまなジャンルの楽曲が多数配信されており、シンプルなルールと操作でピアノを弾いているような感覚を得ることができる。作品内では主人公の少女と黒づくめの男「Deemo」による幻想的な物語が展開されるが、音楽ゲームに物語性があるというのは当時としては珍しかった。配信以降人気作品となり、ノベライズ、コミカライズ、アニメ映画化など、ゲームの枠を越えたメディア展開も行われている。
開発期間は1年、開発人数は7人。世界観はエグゼクティブ・プロデューサーのMing Yangがほぼ1人で作っており、「DEEMO」というタイトルはMing Yangの頭の中で最初にひらめいたもの。音色にピアノが選ばれたのは、人はピアノを弾きたいという潜在的な衝動を持っている、というMing Yangの考えによる。

## ストーリー
城で独りピアノを奏でる黒い影のような謎の存在・Deemo。孤独な彼のもとに、ある日突然、空から記憶喪失の少女アリスが舞い降りてきた。一緒に過ごすうち、2人はピアノで曲を弾いて聴かせると成長する不思議な芽があることに気がついた。その芽を天井の窓まで届くほどの木に育てれば、アリスは元いた世界に帰ることができるかもしれない。そんな2人の前にそれを阻止しようとする仮面の少女が現れる。

## スマートフォン版
2013年11月14日にiOS版、同年12月28日にAndroid版、2014年4月17日にauスマートパス向けアプリ『DEEMO for au』が配信された。

## 家庭用ゲーム機版
スマートフォン版と違い、主人公を実際に操作出来るようになったり、家庭用版オリジナル楽曲が追加されたりしている。
2015年6月24日にPlayStation Vita用ダウンロードソフト『DEEMO〜ラスト・リサイタル〜』が配信された。アプリ版と比較し新規楽曲を追加している他、ストーリーがフルアニメとして再構成され、アプリ版のその後のストーリーを描いた後日談を収録。主人公の少女の声を竹達彩奈が担当している。更にアドホックモードを選択することで二人で対戦や協奏を行うことも可能である。
2017年9月21日にはフライハイワークスよりNintendo Switch版が配信された。2018年2月16日に「楽曲追加パッチVer1.1」が無料配信され、楽曲24曲とコントローラー操作モードが追加された。これによりTVモード、テーブルモードでのプレイに対応した。その後も断続的に楽曲追加パッチが無料で配信されている。10月には一部の楽曲がNintendo Laboバラエティキットの「ピアノToy-Con」での操作に対応した。
2019年11月21日には3Dリメイク版となるPlayStation 4用ソフト『DEEMO -Reborn-』がUNTIESより発売。また、2020年9月4日にはSteam版が発売され、同年12月17日にはNintendo Switch版が発売された。

## ゲーム内容
プレイヤーは、画面奥から流れてくるノーツを画面下にあるラインに合わせてタップしていく。黄色のノーツはなぞることでも演奏成功となる。正しいタイミングでタップすると「Charming Hits」、少し外れると「Hits」、大きく外れるとミスとなる。ミスしても途中で楽曲が終了することはなく、Hits成功率65%以上でクリアとなる。プレイ終了後の評価に応じて木が成長する。
楽曲は最初は1曲しか選べず、木の成長や追加楽曲パックの購入により増えていく。
参加アーティストは主に台湾の人物だが、日本からもゲーム「ファイナルファンタジーシリーズ」のBGM担当者である植松伸夫が率いるバンド「EARTHBOUND PAPAS」や、メタルバンド「地獄カルテット」のギタリストである小林信一、アーティスト集団のMili(ミリー)が参加している。
一部の楽曲は本作品と同じくRayarkが開発した『Cytus』のアレンジ版となっている。各楽曲にはそのバックボーンを表すイラストが設定されている。

## 反響
配信から1か月弱で20万ダウンロードを記録している。2013年時点でのダウンロードは日本からが1番多く、次は韓国、アメリカ、中国、台湾の順である。App Storeでは100か国以上の音楽ゲームカテゴリで1位を獲得している。2021年には2800万ダウンロードを記録した。
『DEEMO for au』は2014年にその年にauスマートパスでリリースされたアプリから選ばれる「ベストアプリ賞」のゲーム部門を受賞した。ゲーム部門の選考対象は全427アプリ中210アプリと最多で、本作品は実績やユーザー反響などが評価されての受賞となった。
『DEEMO』は概ね肯定的なレビューを受けた。スマートフォンゲームレビューサイトTouchArcadeは4.5の星を与え「アートスタイルと精緻なストーリーが綺麗に合わさり、簡単に機能する全体的なプレゼンテーションを作り上げた」と評した。Kotakuでは感情のスペクトラムを伝えるストーリーを賞賛、「ミュージカルシアターのリズムゲーム」のようなそれにふさわしいサウンドトラックを伴っているとした。『DEEMO〜ラスト・リサイタル〜』はファミ通クロスレビューで8、8、9、8の33点でゴールド殿堂入り。レビュアーは「グラフィックと音色が絶妙にマッチ。独特の世界観を醸し出している」「協奏、対戦、後日談といった新要素がうれしい」「物語がアニメーションになっているのがいい」「両手弾きができるインターフェースが秀逸」「マルチプレイの連弾ができるのがいい」「リズムゲームパートは世界観に埋没する手段として完璧」とした一方、奥から流れてくるノートがぱっと見でリズムが分かり辛いなど改良が必要な点がいくつかあるとした。
Apple App Store台湾で独立系開発部門の「Best of 2013」にノミネートされた。Google Play台湾の論説で「Best Game Music」と呼ばれた。
プレイアブルソングの『I Race the Dawn』はゲームミュージックオンラインの2013年Game Music Awardsのボーカルテーマ賞で優秀賞を受賞した。

## メディアミックス

### ノベライズ
『DEEMO -Last Dream-』は、著：木爾チレン、挿絵：硝子、原作：Rayark Inc. によるノベライズ作品。2015年12月3日にぽにきゃんBOOKS（ポニーキャニオン）より発売された。Rayarkによる全面監修のもと、新潮社「第9回R-18文学賞」を受賞し、数々のノベライズ作品を手掛けている小説家の木爾が執筆し、ゲーム中では語られなかった物語の深層が描かれた。またイラストは「DEEMO」のゲーム内イラストも手掛けている硝子が担当している。
- 著：木爾チレン、挿絵：硝子、原作：Rayark Inc.『DEEMO -Last Dream-』（ぽにきゃんBOOK）ISBN 978-4-86529-161-2

### コミカライズ
『DEEMO -Prelude-』は、シナリオ：藤咲淳一、コミック：庭春樹、原案・原作：Rayark Inc. によるコミカライズ作品。『月刊コミックZERO-SUM』（一迅社）にて2021年5月号から2022年3月号まで連載され、ZERO-SUMコミックスより単行本が発売された。全2巻。Rayark Inc.の全面監修のもと、ゲーム本編と劇場アニメ「DEEMO サクラノオト -あなたの奏でた音が、今も響く-」に繋がる前日譚が描かれている。シナリオは劇場版の脚本も務める藤咲淳一が書き下ろし、作画を庭春樹が担当した。
『DEEMO -Sakura Note-』は、シナリオ：藤咲淳一、コミック：庭春樹、原案・原作：Rayark Inc. によるコミカライズ作品。『月刊コミックZERO-SUM』にて2022年7月号から2023年5月号まで連載された。本作の劇場版のコミカライズである。
- Rayark Inc（原案・原作）・藤咲淳一（シナリオ）・庭春樹（コミック）『DEEMO -Prelude-』一迅社〈ZERO-SUMコミックス〉、全2巻
  1. 2021年9月25日発売[30]、ISBN 978-4-7580-3657-3
  2. 2022年2月15日発売[31]、ISBN 978-4-7580-3706-8
- Rayark Inc（原案・原作）・藤咲淳一（シナリオ）・庭春樹（コミック）『DEEMO -Sakura Note-』一迅社〈ZERO-SUMコミックス〉、2023年4月25日発売[32]、ISBN 978-4-7580-3879-9

## 劇場版アニメ
『DEEMO サクラノオト -あなたの奏でた音が、今も響く-』は、Signal.MDとProduction I.Gの制作によるアニメ映画。2022年2月25日公開。
ニューヨークで2019年11月に開催されたイベント「Anime NYC 2019」の中で行われたパネルディスカッションにおいて、RayarkのCEOである游名揚（ユウ・ミンヤン）より制作内容と2020年完成予定というスケジュールが明らかにされ、2021年3月28日に正式タイトルが発表された。
主題歌を歌唱するのは、「DEEMO THE MOVIE 歌姫オーディション」にて世界中から集まった約1400名の応募者の中からグランプリを獲得したHinano。

### 登場人物
アリス
声 - 竹達彩奈

Deemo

ミライ
声 - 濱田岳

くるみ割り人形
声 - イッセー尾形

匂い袋
声 - 渡辺直美

仮面の少女
声 - 丹生明里（日向坂46）

サニア
声 - 鬼頭明里

ロザリア
声 - 佐倉綾音

ハンス
声 - 松下洸平

バレンスキー
声 - 山寺宏一

### スタッフ
- 原作 - Rayark Inc.『DEEMO』
- 総監督 - 藤咲淳一
- 監督 - 松下周平
- 副監督 - 平峯義大
- 脚本 - 藤咲淳一、藤沢文翁
- キャラクターデザイン - めばち
- イメージボード - 吉田ヨシツギ
- 美術 - 小倉宏昌
- 美術設定 - 吉田大洋
- 色彩設計 - 片山由美子
- CGディレクター - 三階直史
- CGI - レイルズ
- 撮影監督 - 江面久
- グレーディング - 齋藤瑛
- 編集 - 村上義典
- 音響監督 - 明田川仁
- 音響制作 - マジックカプセル
- 音楽 - 栗山善親、寺田志保、鈴木歌穂、園田優
- 主題歌制作 - 梶浦由記
- 主題歌 - Hinano「nocturne」
- 制作 - SIGNAL.MD、Production I.G
- 製作・配給 - ポニーキャニオン